# Meadow Lakes (Alaska)
Meadow Lakes is een plaats (census-designated place) in de Amerikaanse staat Alaska, en valt bestuurlijk gezien onder Matanuska-Susitna Borough.

## Demografie
Bij de volkstelling in 2000 werd het aantal inwoners vastgesteld op 4819.

## Geografie
Volgens het United States Census Bureau beslaat de plaats een oppervlakte van
181,2 km², waarvan 173,4 km² land en 7,8 km² water.

## Plaatsen in de nabije omgeving
De onderstaande figuur toont nabijgelegen plaatsen in een straal van 24 km rond Meadow Lakes.